# Рогашовці
Рогашовці (словен. Rogašovci) — поселення в общині Рогашовці, Помурський регіон, Словенія. Висота над рівнем моря: 237,9 м.